# Jezdkovice
Jezdkovice är en ort i Tjeckien. Den ligger i den östra delen av landet, 240 km öster om huvudstaden Prag. Jezdkovice ligger 334 meter över havet och antalet invånare är 220.
Terrängen runt Jezdkovice är platt åt nordost, men åt sydväst är den kuperad. Runt Jezdkovice är det ganska tätbefolkat, med 111 invånare per kvadratkilometer. Närmaste större samhälle är Opava, 9,3 km öster om Jezdkovice. Trakten runt Jezdkovice består till största delen av jordbruksmark.